# Gottfried-Karl Kindermann
Gottfried-Karl Kindermann (* 13. April 1926 in Wien; † 27. November 2022 in München) war ein deutscher Politikwissenschaftler.

## Leben
Gottfried-Karl Kindermann, Sohn des Theaterwissenschaftlers Heinz Kindermann, studierte in Wien, Freiburg und Stanford. Er war Forschungsassistent bei Hans Morgenthau an der Universität Chicago zu Beginn der 1950er-Jahre. Kindermann besetzte den ersten Lehrstuhl für Internationale Politik am Geschwister-Scholl-Institut der Ludwig-Maximilians-Universität München (LMU) im Jahre 1967.
Sein Sohn Stefan Kindermann ist Schachgroßmeister.

## Lehre
Er spezialisierte sich auf das Forschungsgebiet Asien und erhielt verschiedene Auszeichnungen für diese Forschungen. Als Koordinator für interdisziplinäre Lehrveranstaltungen über Ost- und Südostasien an der LMU fördert Kindermann gezielt das interkulturelle Verständnis zwischen Europa und Asien. Besondere Bedeutung haben seine Arbeiten zur vergleichenden Analyse von Problemstrukturen geteilter Länder. So berät Kindermann koreanische Entscheidungsträger in Wiedervereinigungsfragen. Seine Studie über Ostasien (2001) gehört zu den Klassikern der deutschsprachigen Asienanalyse.
Auf dem Gebiet der Theorie der Internationalen Beziehungen entwickelte Kindermann den auf Morgenthaus politischen Realismus basierenden Neorealismus der Münchener Schule. Dieser Ansatz verbindet eine internationale Strukturtheorie mit einem elaborierten Perzeptionsansatz. Mit Hilfe einer multimethodischen Analyse, der „Internationalen Konstellationsanalyse“, soll es politischen Praktikern ermöglicht werden, internationale Problemkonstellationen sachgerecht einschätzen zu können.
Kindermanns sieht die Epoche des österreichischen Ständestaates als „erste Abwehrfront“ gegen den Nationalsozialismus und das Scheitern des nationalsozialistischen Putsches 1934 in Österreich als „Hitlers erste Niederlage“. In diesem Zusammenhang und vor dem Hintergrund der damaligen prekären Situation Österreichs beurteilt er die Abwehrleistung der Vaterländischen Front und des von österreichischen Nationalsozialisten ermordeten Bundeskanzlers Engelbert Dollfuß positiv. Insbesondere unter ÖVP-Politikern wie Andreas Khol stoßen seine Äußerungen zur Zeit zwischen 1933 und 1938 auf positive Resonanz.
Einer seiner Schüler war der FAZ-Redakteur Georg Paul Hefty.
Er war langjähriges Vorstandsmitglied der Gesellschaft für Außenpolitik.

## Auszeichnungen
- 2003: Großes Goldenes Ehrenzeichen für Verdienste um die Republik Österreich[3]

## Schriften
- Der Aufstieg Koreas in der Weltpolitik. Olzog Verlag. München 2005, ISBN 3-7892-8165-4.
- Österreich gegen Hitler – Europas erste Abwehrfront 1933–1938. Langen Müller Verlag, Bonn 2003, ISBN 3-7844-2821-5.
- Der Aufstieg Ostasiens in der Weltpolitik 1840–2000. Deutsche Verlags-Anstalt, Stuttgart 2001, ISBN 3-421-05174-7.
- Hitlers Niederlage in Österreich. Hoffmann und Campe Verlag, 1984.
- Grundelemente der Weltpolitik. Piper Verlag, München 1981, ISBN 3-492-00524-1.